# إدوارد جاي لارسون
إدوارد جاي لارسون (بالإنجليزية: Edward J. Larson) هو مؤرخ ومحامي أمريكي، ولد في 21 سبتمبر 1953 في مانسفيلد في الولايات المتحدة.